# Антропопатизм
Антропопати́зм (від грец. ανθροπος — «людина», грец. πάθος — «пристрасть, потяг») — природна схильність людини «олюднювати» природу, тобто вбачати в ній людські властивості й здібності. Термін в такому значені запропонований німецьким вченим-зоологом Францом Шульце. Антропопатизм вважають характерною рисою релігійного світогляду. Проте, антропопатизм існував і до виникнення релігії, не містить уявлення про надприродне, його разом з аніматизмом розглядають як початковий та найпростіший спосіб цілісного сприйняття й тлумачення явищ та зв'язків довкілля.
Антропопатизм передбачає, що емоції, почуття, афекти притаманні й іншим живим істотам (у гілозоїзмі — навіть неорганічній матерії); наділення природи, світу речей і явищ властивостями людської психіки.
Антропопатизм притаманний всім персонажам старих і нових релігій, сучасні богослови докладають зусиль, щоб звільнити образ бога від антропопатичних рис. Антропопатизм закладено  в основному теологічному твердженні про бога як особисту істоту.

## Історія
Вперше термін «антропопатизм» вжив у своїх творах пуританський теолог Дж. Овен, в значенні «наділення бога людськими почуттями». 
Л. Фейєрбах використовував цей термін для позначення перенесення притаманних людині афектів на те, що перебуває поза її свідомістю (у праці «Сутність християнства», 1841 року).
Філософ і соціолог П. Лавров використовував це поняття для «наділення тварин, рослин, світил, стихій тощо людськими здатностями відчувати, страждати, гніватись та насолоджуватись» (у праці «Антропоморфізм і антропопатизм», 1862 року).
Антропопатизм визнають етапом у розвитку архаїчної свідомості, який передує анімізму. По суті, він є варіантом персоніфікації. Від антропопатизму слід відрізняти антропоморфізм.